# اینا گولایا
اینا گولایا (روسی: И́нна Ио́сифовна Гула́я؛ ۹ مه ۱۹۴۰ – ۲۸ مهٔ ۱۹۹۰) بازیگر اهل اتحاد جماهیر شوروی سوسیالیستی بود. وی بین سال‌های ۱۹۶۶ تا ۱۹۹۰ میلادی فعالیت می‌کرد.